# Kannonkoski
Kannonkoski és una ciutat al centre de Finlàndia. El 31 de desembre del 2023 tenia una població de 1.127 habitants i una extensió de 550,93 km², dels quals 102,22 km² són d'aigua.